# استن بزرگ
استن بزرگ (انگلیسی: Big Stan) فیلمی در ژانر کمدی و اکشن به کارگردانی راب اشنایدر است که در سال ۲۰۰۷ منتشر شد.

## بازیگران
- جنیفر موریسون
- اسکات ویلسون
- هنری گیبسون
- ریچارد کیند
- جکسون رادبون
- ام امت والش
- دیوید کارادین
- راب اشنایدر
- سالی کرکلند
- براندن تی. جکسون
- ریچارد ریلی
- مارسیا والاس
- کوین گیج

## داستان
استن مینتون (راب اشنایدر) یک کلاهبردار ثروتمند املاک و مستغلات است که با میندی (جنیفر موریسون) ازدواج کرده است. یک روز او را به جرم فریب دادن افراد مسن از پس اندازشان دستگیر می کنند. وکیل او مال (ریچارد کیند) در محاکمه ای که به ریاست قاضی پری (ریچارد ریلی) برگزار می شود، از او دفاع می کند، زیرا زن مقدم (سالی کرکلند) او را در جایی که فردا حکم صادر خواهد شد، مقصر می داند.
استن به 3 تا 5 سال حبس محکوم می‌شود 
ولی 6 ماه به وی فرصت می‌دهند تا کارهای عام المنفعه انجام دهد، وی در این 6 ماه تحت تعلیم فنون رزمی ترکیبی و دفاع شخصی توسط یک استاد عتیقه (دیوید کارادین) با متد عجیب و غریب قرار می‌گیرد، تا در زندان مورد تعرض و تجاوز سایر زندانیان قرار نگیرد، 
در زندان با کتک زدن قوی ترین مرد زندان مشهور می‌شود و لقب استن بزرگ می‌گیرد، 
در حبس متوجه می‌شود که رئیس زندان 
قصد سواستفاده مالی دارد، 
استن بزرگ بر سر دوراهی قرار می‌گیرد که با رییس زندان همکاری کند و مشمول عفو قرار گیرد و زودتر به نزد همسرش برگردد، یا اینکه به اصطلاحات بنیادی و اخلاقی در زندان دست بزند، در زندانی که گروه‌های مختلف سیاه پوست و مکزیکی و نازیست ها و...... هر کدام مشکلات و دردسرهای خودشون رو دارند و به تازه واردان و ضعیف تر ها 
تعرض می‌کنند 